# Монте Романо
Монте Романо (итал. Monte Romano) је насеље у Италији у округу Витербо, региону Лацио.
Према процени из 2011. у насељу је живело 1965 становника. Насеље се налази на надморској висини од 229 м.

## Становништво
Према резултатима пописа становништва 2011. у општини је живело 2.007 становника.
| 1931. | 1936. | 1951. | 1961. | 1971. | 1981. | 1991. | 2001. | 2011. |
| ----- | ----- | ----- | ----- | ----- | ----- | ----- | ----- | ----- |
| 1.745 | 1.872 | 2.169 | 2.082 | 1.822 | 1.957 | 1.950 | 1.939 | 2.007 |